# 倒霉熊
《倒霉熊》（韓語：빼꼼，英語：或作）或譯作《貝肯熊》、《呆呆熊》，是韩国教育放送公社联手RG动画工作室制作的三维动画短篇喜剧，目前已经播出了8季和一个剧场版。
倒霉熊在香港無線兒童台在2009年初時每隔30分鐘播映一小集，其後根據空檔時間形式連播，有時以《DOMO仔攪攪震》及《冰鎮企鵝仔》代替。
倒霉熊自2002年至今已获得包括“2002韩国动画大赏特别奖”、“2003入围第三届国际动画电影展”、“2004日本 TBS数字元影像大赏”、“2007韩国广播大赏动画大奖”等多项亚洲和国际大奖。